# Marshawn Lynch
Marshawn Terrell Lynch (Oakland, 22 aprile 1986) è un ex giocatore di football americano statunitense che ha militato nel ruolo di running back nella National Football League. Soprannominato Beast Mode per il suo stile di corsa aggressivo e per la sua inclinazione a sfuggire ai placcaggi avversari, fu scelto dai Buffalo Bills come dodicesimo assoluto nel Draft NFL 2007. Al college giocò a football a California, di cui detiene il secondo primato della storia con 3.230 yard corse.

## Carriera professionistica

### Buffalo Bills

#### Stagione 2007
Lynch iniziò la stagione 2007 come running back titolare dei Buffalo Bills. Nella sua prima partita da professionista, il 9 settembre, guadagnò 90 yard su 19 corse e segnò il suo primo touchdown nella sconfitta 15–14 contro i Denver Broncos. Il 4 novembre esplose contro i Cincinnati Bengals, correndo 29 volte per 153 yard, compreso un touchdown da 56 yard. Lynch completò anche un passaggio da touchdown per il tight end Robert Royal, il primo touchdown passato da un giocatore non nel ruolo di quarterback dei Bills dal 1981.
Lynch si infortunò a una caviglia nella settimana successiva contro i Miami Dolphins e perse le successive tre partite. Tornò a giocare il 9 dicembre nella seconda gara stagionale dei Bills contro i Dolphins, correndo 107 yard e subendo il primo fumble in carriera. Quella fu la prima gara dal 1966 in cui l'attacco dei Bills ebbe due giocatori che corsero più di cento yard; l'altro fu Fred Jackson che ne corse 117. Lynch superò le mille yard stagionali il 23 dicembre contro i New York Giants, segnando un touchdown nella sconfitta 38–21 che permise ai Giants di centrare i playoff. Divenne così il quarto rookie della storia dei Bills a superare le mille yard corse e il primo da Greg Bell nel 1984. La sua ottima annata da rookie terminò con 1.115 yard corse e 7 touchdown.

#### Stagione 2008

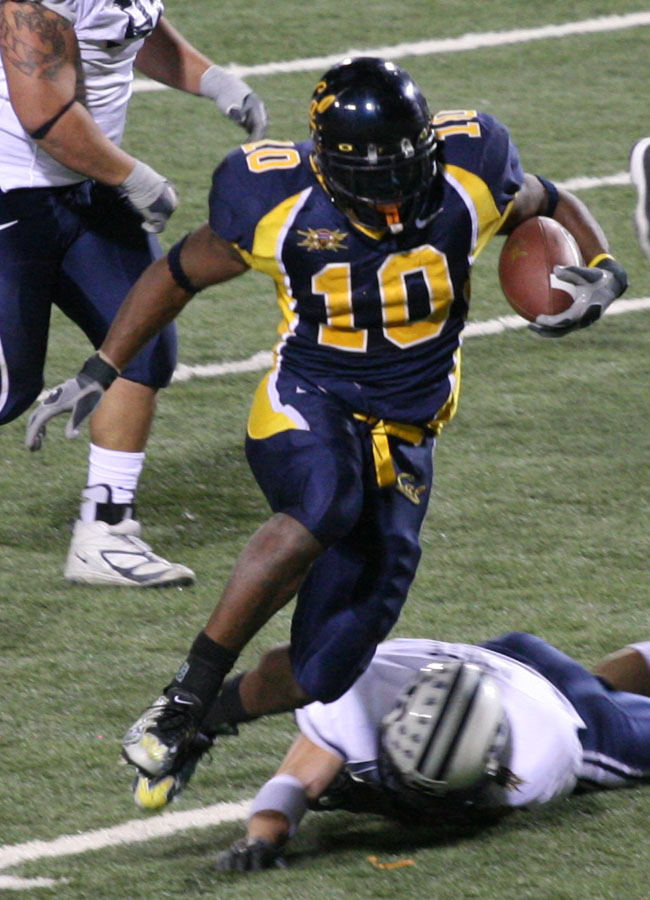
Lynch ai tempi del college.

Lynch fu tenuto a un minimo stagionale di 16 yard corse contro i New York Jets il 2 novembre. Superò per la prima volta le 100 yard corse due settimane dopo nel Monday Night Football contro i Cleveland Browns, quando ne guadagnò 119, gara in cui segnò il suo primo touchdown su ricezione. Altre due settimane dopo, Lynch corse un massimo stagionale di 134 yard contro i San Francisco 49ers il 30 novembre. Superò nuovamente le mille yard corse nella rivincita coi Jets del 14 dicembre in cui ne corse 127. Nel secondo tempo della vittoria del 21 dicembre contro i Denver Broncos si infortunò a una spalla, nella gara in cui segnò il suo ottavo TD stagionale. L'infortunio gli fece perdere l'ultima gara stagionale contro i New England Patriots e terminò così la stagione 2008 con 1.036 yard corse e 8 touchdown su corsa, oltre a 300 yard ricevute e un altro TD su ricezione. Grazie a queste prestazioni, Lynch fu convocato per il suo primo Pro Bowl, sostituendo l'infortunato Chris Johnson. Questo lo rese il primo running back dei Bills ad essere convocato per il Pro Bowl da Travis Henry nel 2002.

#### Stagione 2009

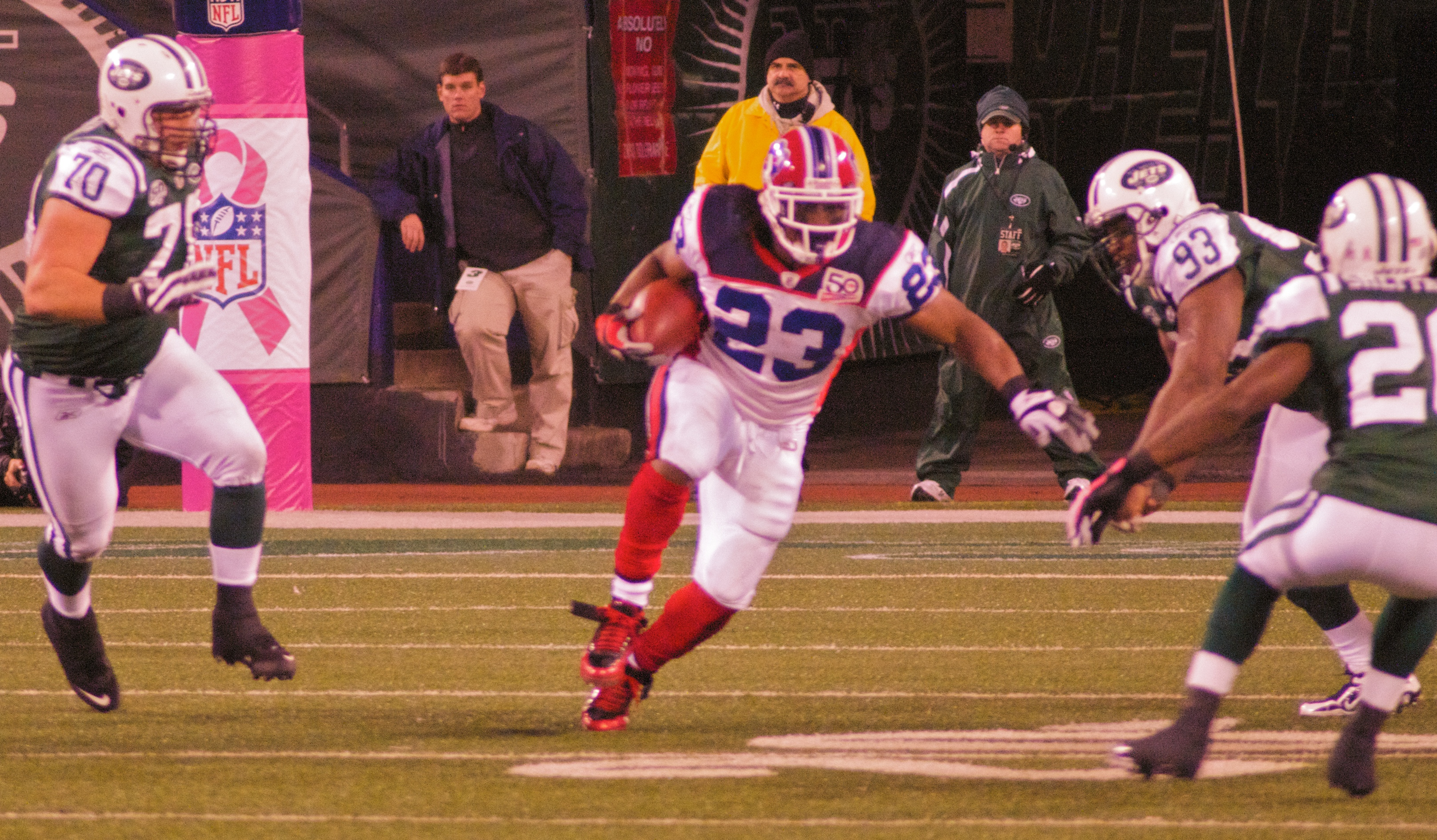
Marshawn Lynch contro i Jets nell'ottobre 2009

Dopo essere stato condannato per possesso illegale di un'arma da fuoco prima della stagione 2009, Lynch si incontrò col Commissioner della NFL Roger Goodell per discutere del disciplinare che gli sarebbe stato affibbiato. Il 9 aprile la lega annunciò che sarebbe stato sospeso per le prime tre partite della stagione Lynch fece appello contro la sospensione il 14 maggio, che gli venne sospesa nel mese di agosto.
Lynch scese in campo nella prima gara del 2009 contro i Miami Dolphins e giocò per tutto il resto del 2009. A partire dal 29 novembre, fu sostituito come running back titolare da Fred Jackson, che superò le mille yard corse per la prima volta in carriera. Lynch concluse l'annata con un minimo in carriera di 450 yard corse e 2 touchdown.

#### Stagione 2010
Lynch soffrì una distorsione alla caviglia nella pre-stagione dei Bills contro i Washington Redskins che avrebbe dovuto tenerlo fuori dal campo di gioco per 3-4 settimane. Alla fine disputò le prime tre gare coi Bills prima di essere scambiato coi Seattle Seahawks il 5 ottobre per due scelte del draft: una del quarto giro nel 2011 ed una da definire nel 2012 (che si sarebbe rivelata una scelta del quinto giro).

### Seattle Seahawks
A Seattle, Lynch si riunì con l'ex compagno di stanza e amico dell'università Justin Forsett, un running back scelto nel 2008 al settimo giro dai Seahawks.
Segnò il suo primo touchdown della stagione il 17 ottobre su una corsa da una yard contro i Chicago Bears. Il 5 dicembre, ne segnò tre contro i Carolina Panthers. Lynch finì la stagione regolare con 747 yard guadagnate su corsa. I Seahawks, malgrado un record di 7-9 vinsero una debole NFC West division e si qualificarono per i playoff.

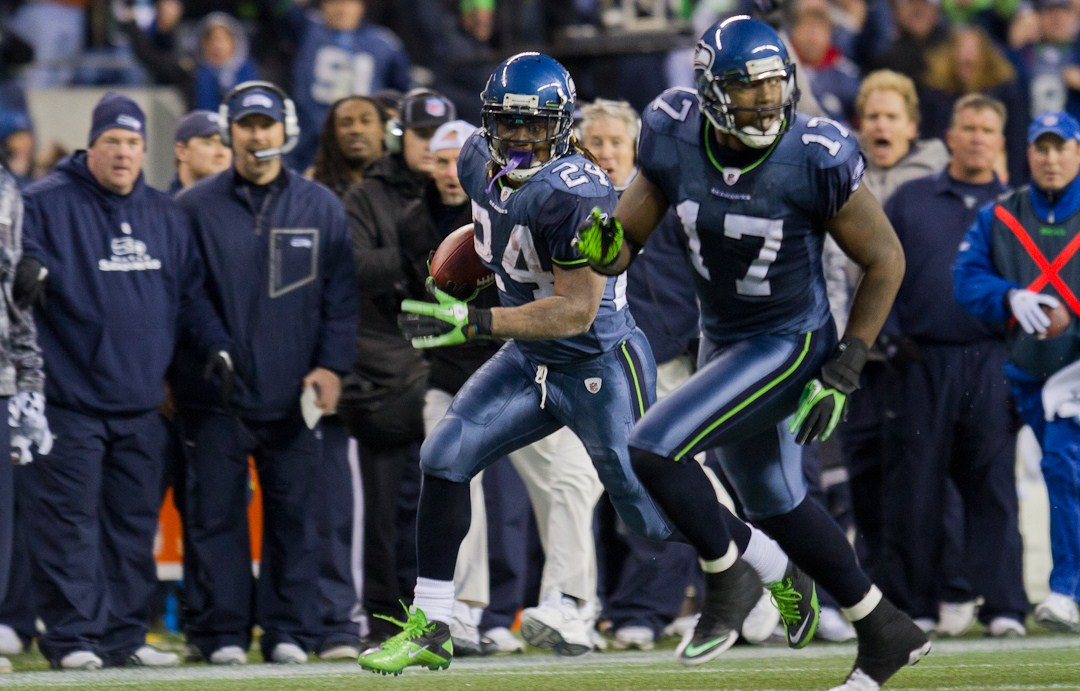
Lynch immortalato durante sua la celebre corsa nei playoff assieme al compagno di squadra Mike Williams

Nella sua prima gara di playoff in carriera, l'8 gennaio 2011, Lynch segnò un touchdown dopo una corsa 67 yard in cui superò otto tentativi di placcaggio e con un braccio trascinò a terra il cornerback dei Saints Tracy Porter in una corsa che viene ricordata come una delle più grandi azioni della storia della NFL. La reazione della folla dello stadio casalingo alla corsa fu talmente forte che si registrò dell'attività sismica per circa 90 metri attorno allo stadio. Il TD del quarto periodo si rivelò essere quello della vittoria, con i Seahawks che sconfissero i Saints, 41–36, dando vita ad una delle più grandi sorprese della storia dei playoff NFL. Riguardo alla sua spettacolare azione, Lynch commentò:
(Lynch in un documentario su NFL.com)

#### Stagione 2011
Lynch giocò 15 partite da titolare, saltando solo la gara del 23 novembre 2011 a causa di problemi alla schiena sorti nel pre-partita. Terminò la stagione 2011 correndo per 1.204 yard e 12 touchdown, entrambi allora primati personali, e correndo la prima stagione da oltre 1.000 yard dal 2008. Il 18 novembre 2011, Lynch stabilì il record di franchigia per gare consecutive con almeno un touchdown su corsa segnando il suo decimo di fila. Il precedente record di nove era stato stabilito da Shaun Alexander nel 2005. Il 24 gennaio 2012, Lynch fu aggiunto al roster della NFC per l'annuale Pro Bowl, in sostituzione del running back dei San Francisco 49ers Frank Gore. A fine stagione, Lynch fu votato al 94º posto nella NFL Top 100, l'annuale classifica dei migliori cento giocatori della stagione.

#### Stagione 2012
Il 4 marzo 2012, Lynch rifirmò con i Seahawks un contratto di 4 anni del valore di 31 milioni di dollari, di cui 18 garantiti. Il 15 luglio, il giocatore fu arrestato per guida in stato di ebbrezza mentre era alla guida di un van bianco alle ore 3:20 della notte tra sabato e domenica.
Il 9 settembre, nella prima gara di stagione regolare, persa contro gli Arizona Cardinals, Lynch corse per 85 yard su 20 possessi. Nel turno successivo trascinò Seattle alla prima vittoria stagionale, correndo 122 yard su 26 tentativi e segnando un touchdown dopo una corsa da 3 yard.
Nella settimana 3 i Seahawks vinsero in casa contro i Green Bay Packers per 14-12 con un controverso passaggio da touchdown di Russell Wilson all'ultimo istante di gara per Golden Tate su una situazione di quarto&24. Lynch nella partita corse 98 yard su 25 tentativi. Nella settimana 4, Seattle perse in trasferta contro i St. Louis Rams: Marshawn tuttavia continuò a sostenere quasi da solo l'intero peso dell'attacco dei Seahawks terminando con 118 yard corse e un touchdown segnato nel primo drive della gara.
Nella settimana 8, i Seahawks scesero a un record di 4-4 perdendo all'ultimo minuto contro i Detroit Lions: Marshawn guadagnò 105 yard e segnò un touchdown dopo una corsa solitaria da 77 yard. Nel turno successivo, nella sfida con Adrian Peterson dei Minnesota Vikings tra i due migliori corridori della lega, Lynch non deluse le attese correndo 124 yard e segnando un touchdown.
Nella settimana 10 i Seahawks vinsero la quinta partita su cinque in casa superando facilmente i New York Jets: Lynch grazie alle 124 yard corse (oltre a un touchdown) superò le mille yard corse dopo poco più di metà stagione. 
Nella settimana 14 Seattle ottenne una vittoria di proporzioni storiche battendo i Cardinals per 58-0 stabilendo il nuovo primato di franchigia di punti segnati. Lynch corse 128 yard in soli 11 possessi e segnò tre touchdown, non giocando tuttavia gran parte del secondo tempo per riposare a risultato ormai ampiamente acquisito.. Durante la partita, il running back superò il proprio primato stagionale di yard corse stabilito l'anno precedente, con altre tre gare a disposizione. Nella settimana 15 i Seahawks inflissero altri 50 punti ai Bills, assicurandosi, con la nona vittoria stagionale, il primo record positivo dalla stagione 2007.. Lynch corse 113 yard e siglò il decimo touchdown su corsa della stagione.
Nella settimana 16 i Seahawks si vendicarono dei 49ers battendoli per 42-13 ed ottenendo la qualificazione per i playoff. Lynch corse 111 yard e segnò due touchdown, uno su corsa e uno su ricezione. Con questa partita il giocatore superò le 6.000 yard corse in carriera.
Il 26 dicembre, Lynch fu convocato per il terzo Pro Bowl in carriera. Nell'ultimo turno di campionato, i Seahawks batterono i Rams, concludendo l'annata come l'unica squadra della lega imbattuta in casa. Con 100 yard corse, Lynch divenne il terzo Seahawk della storia (con Shaun Alexander e Chris Warren) a superare le 1.500 yard corse in una stagione. Lynch concluse la stagione con i primati in carriera in yard corse con 1.590 yard (terzo nella lega) e yard medie a portata (5,0), con 11 touchdown su corsa e uno su ricezione. Il 12 gennaio 2013 fu inserito per la prima volta in carriera nel First-team All-Pro.
Nel primo turno di playoff contro i Washington Redskins, Lynch trascinò la franchigia alla prima vittoria in trasferta nella post-season dalla stagione 1983 grazie a 132 yard corse e un touchdown. La corsa dei Seahawks si interruppe la settimana successiva contro la squadra col miglior record della NFC, gli Atlanta Falcons, che tenne Lynch a sole 46 yard corse, oltre a un touchdown. A fine anno fu inserito al numero 24 nella classifica dei migliori cento giocatori della stagione, ben 70 posizioni in più dell'annata precedente.

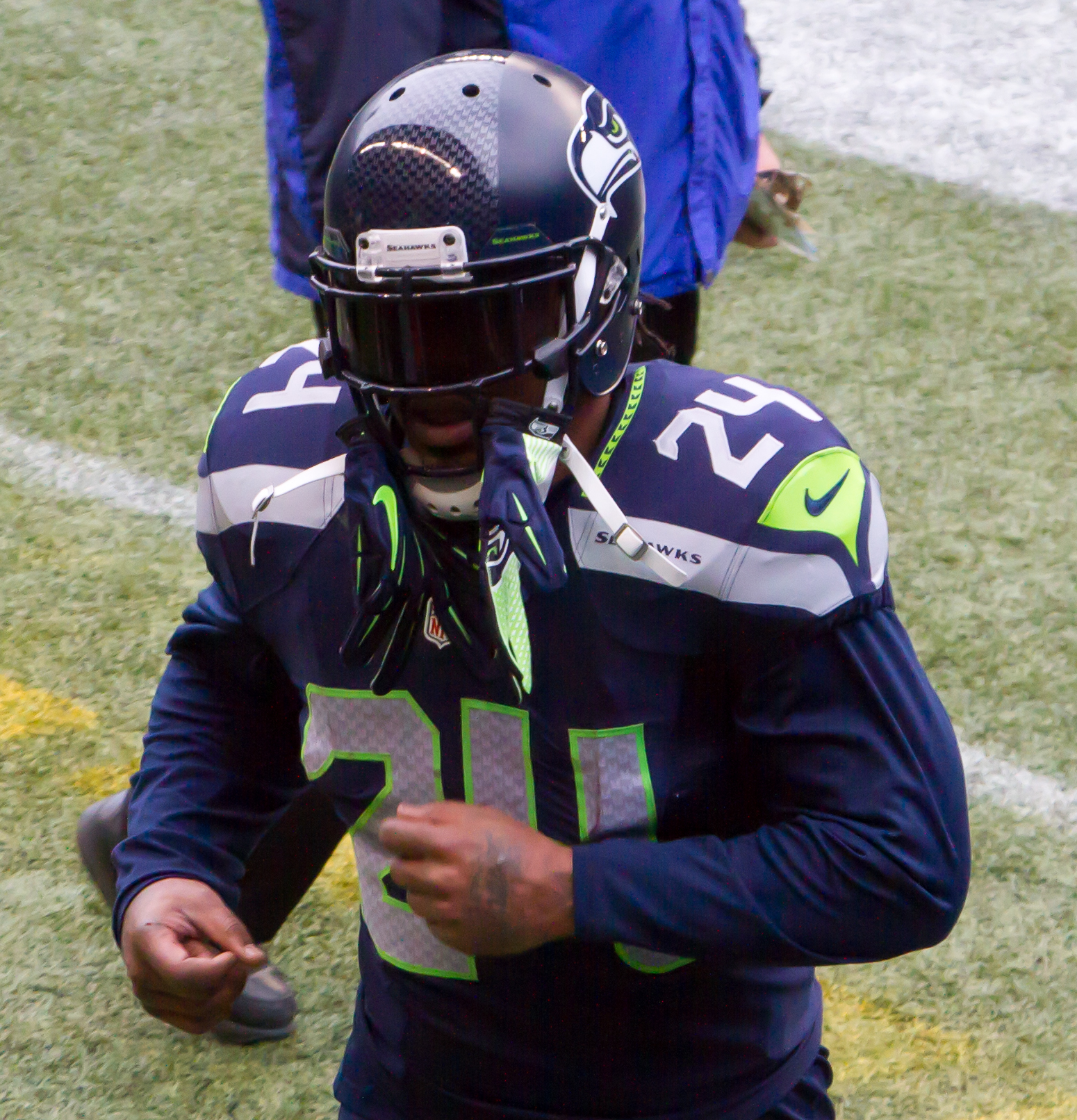
Lynch nell'ultima gara della stagione 2013 contro i Rams.

#### Stagione 2013: vittoria del Super Bowl
Dopo una prova opaca nella prima gara della stagione, la settimana successiva Lynch fu dominante nella netta vittoria sui 49ers, correndo 98 yard e segnando due touchdown su corsa e uno su ricezione. Nella settimana 4 corse 98 yard e segnò un touchdown contro gli Houston Texans contribuendo alla vittoria nei supplementari dei Seahawks che per la prima volta nella loro storia partirono con un record di 4-0. Nel sesto turno contro i Titans Lynch corse per 77 yard e 2 touchdown e stabilì un primato in carriera di 78 yard ricevute.
Con la vittoria in trasferta sui Cardinals nel Thursday Night della settimana 7, Seattle partì per la prima volta nella sua storia con un record di 6-1: Lynch contribuì con la solita solida prestazione, correndo 91 yard e segnando un touchdown. Due settimane dopo contro i Buccaneers corse un nuovo massimo stagionale di 125 yard e contribuendo con 44 yard corse solo nei supplementari a raggiungere la posizione utile per far calciare il field goal della vittoria alla sua squadra. La domenica successiva Seattle si vendicò di Atlanta che l'aveva eliminata dai playoff dieci mesi prima con un'altra prova dominante di Lynch che corse 145 yard e segnò un touchdown. Nella vittoria sui Vikings della settimana 11 in cui i Seahawks stabilirono il nuovo primato di franchigia per vittorie consecutive in casa (13), Marshawn segnò tre touchdown complessivi, due su corsa e uno su ricezione e con 54 yard corse superò quota 7.000 in carriera.

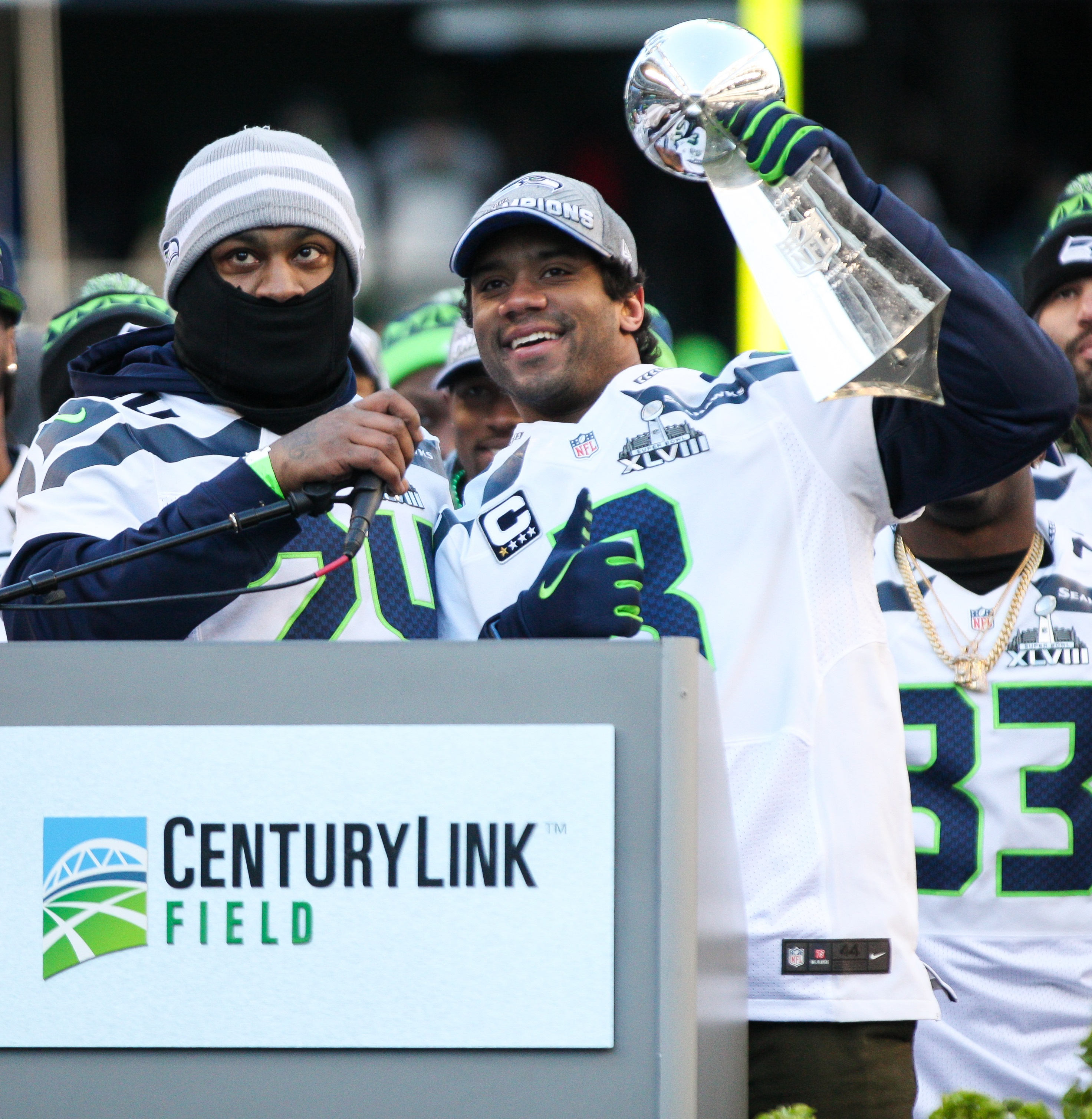
Lynch (sinistra) e Russell Wilson che festeggiano la vittoria del Super Bowl XLVIII al CenturyLink Field il 5 febbraio 2014.

Nel turno 14, Lynch superò le mille yard corse per la terza stagione consecutiva (la quinta complessiva) correndone 72 e segnando un touchdown ma i Seahawks subirono la seconda sconfitta stagionale contro i 49ers a Candlestick Park. Nell'ultima gara della stagione i Seahawks batterono i Rams in casa terminando con un record di 13 vittorie e 3 sconfitte, il migliore della storia della franchigia a pari merito con quello del 2005, assicurandosi il primo posto nel tabellone della NFC e la possibilità di qualificarsi direttamente al secondo turno dei playoff. Lynch concluse la stagione regolare con 1.257 yard corse, guidando la NFL con 12 touchdown su corsa (a pari merito con Jamaal Charles) oltre ad altri 2 segnati su ricezione. Il 27 dicembre fu premiato con la quarta convocazione al Pro Bowl in carriera.
Nel divisional round dei playoff, Lynch giocò ancora una grande partita contro i Saints, correndo un primato di franchigia nei playoff di 140 yard e segnò due touchdown nella vittoria di Seattle che permise alla squadra di qualificarsi per la finale della NFC contro i 49ers. Il 19 gennaio 2014, i Seahawks in casa batterono gli odiati rivali di division qualificandosi per il secondo Super Bowl della loro storia. Lynch ebbe una prestazione di alto livello correndo 109 yard su 16 possessi e segnò un touchdown dopo una corsa da 40 yard che impattò la gara sul momentaneo 10-10. Con quell'azione stabilì il record NFL per il maggior numero di touchdown su corse da oltre 25 yard nei playoff, quattro. Inoltre, delle sole cinque volte dal 2010 al 2013 che i Niners concessero a un giocatore avversario di correre almeno 100 yard, quattro di esse furono da parte del running back di Seattle.
Nel Super Bowl XLVIII contro i Denver Broncos, Seattle dominò dall'inizio alla fine della partita, vincendo per 43-8. Lynch si laureò campione NFL correndo 39 yard e segnando un touchdown su corsa. A fine anno fu votato al 14º posto nella NFL Top 100 dai suoi colleghi

#### Stagione 2014: sconfitta nel Super Bowl

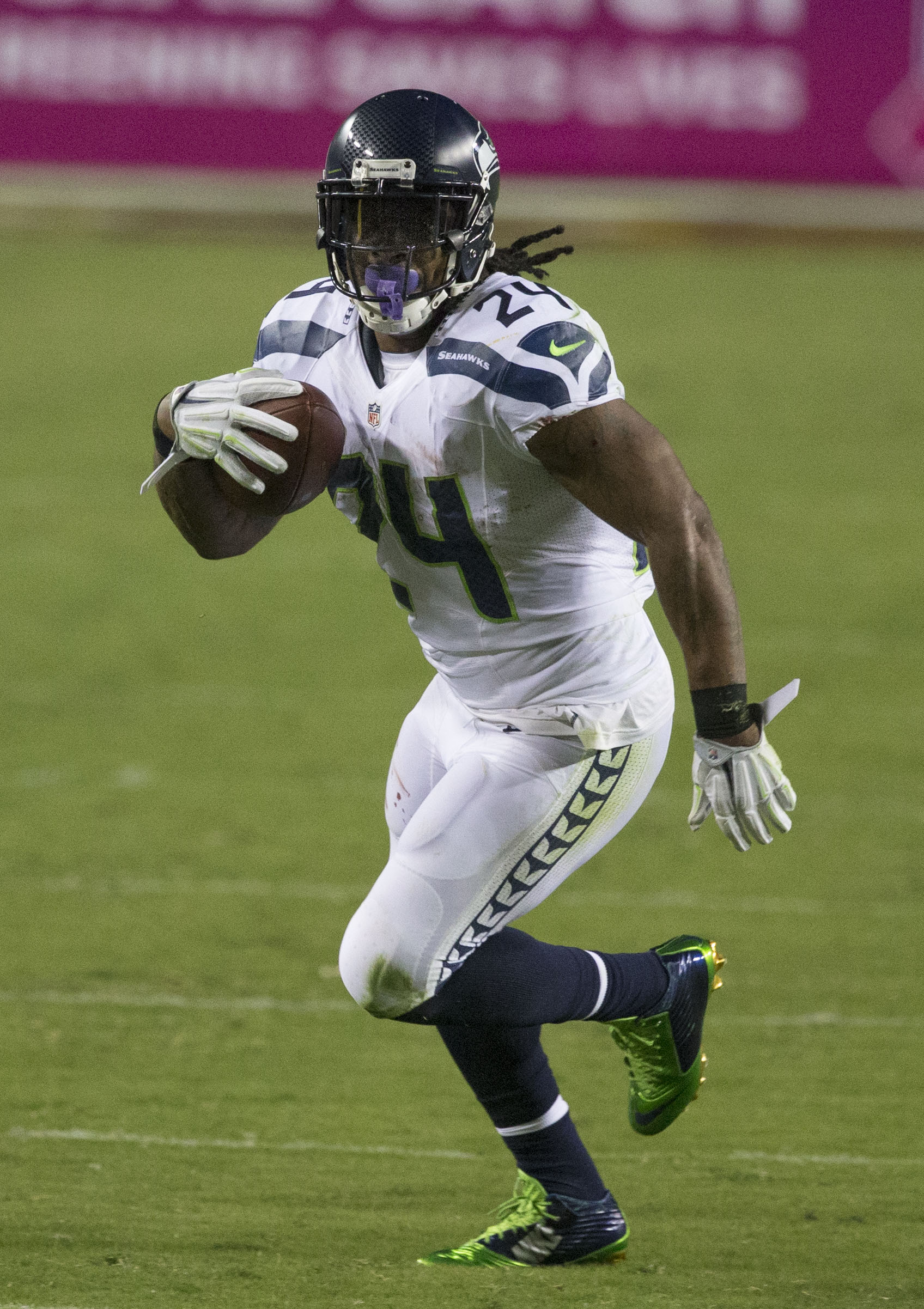
Lynch contro i Redskins il 6 ottobre 2014.

Il 24 luglio 2014, Lynch, che avrevve dovuto guadagnare 5,5 milioni di dollari nel 2014, annunciò la sua intenzione di scioperare, non presentandosi al training camp, alla ricerca di un aumento salariale. Una settimana dopo, dopo essere stato multato di 30.000 dollari per ogni giorno di assenza dalla società, il giocatore tornò sui propri passi. Malgrado queste distrazioni, il giocatore iniziò la stagione col piede giusto, correndo 110 yard e segnando 2 touchdown nella vittoria nella gara di debutto, in casa contro i Green Bay Packers. Nella settimana 3, Seattle affrontò i Broncos nella rivincita del Super Bowl di sette mesi prima. Lynch corse 88 yard e segnò due touchdown, uno su ricezione e uno su corsa nei supplementari che diede la vittoria alla sua squadra.

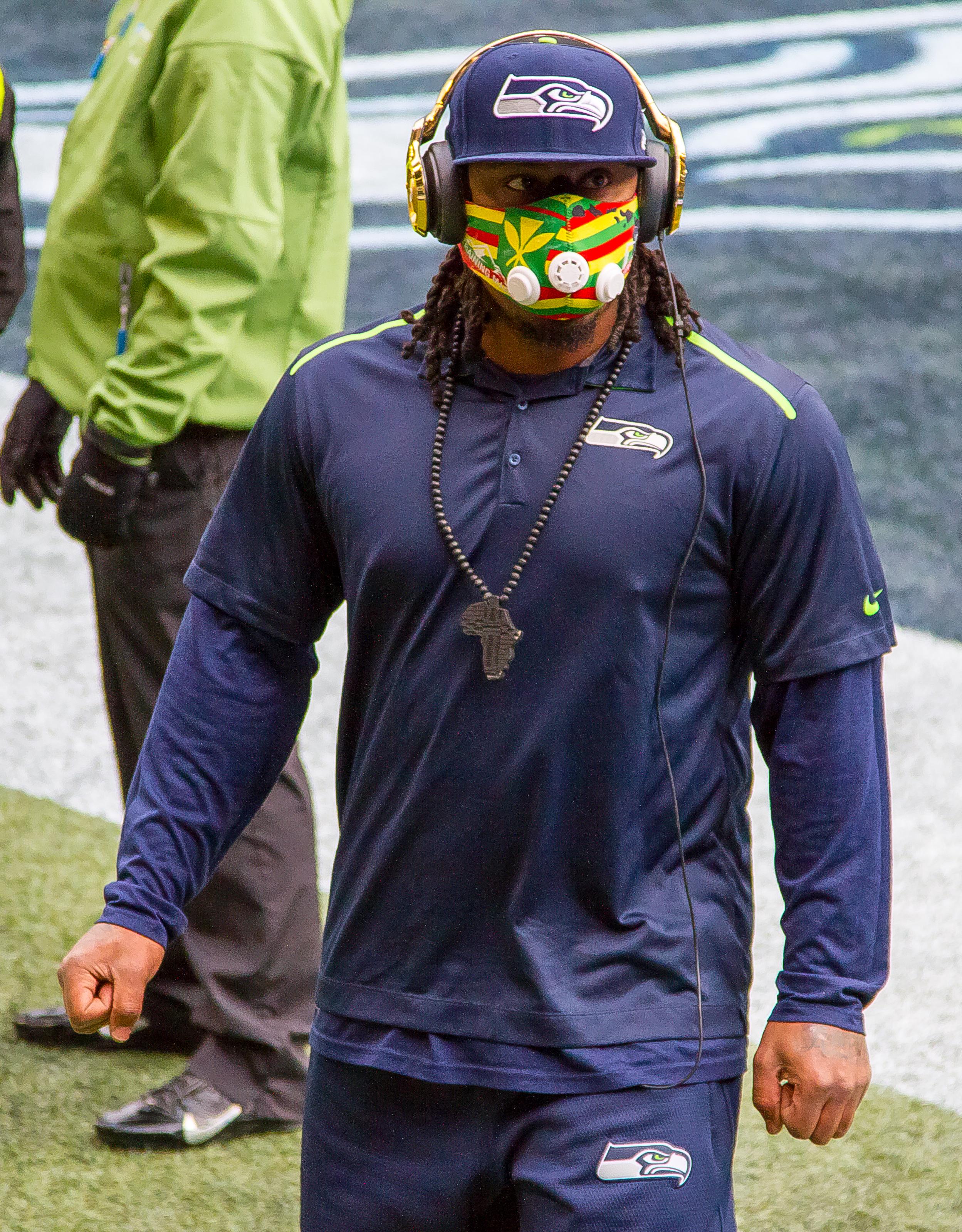
Lynch prima dell'ultima gara della stagione regolare 2014.

Dopo la settimana di pausa, Lynch segnò il suo terzo touchdown su ricezione dell'anno, un nuovo primato personale, nella vittoria in casa dei Redskins. Tornò a segnare nella settimana 9 contro i Raiders quando guadagnò 67 yard su corsa, 76 su ricezione e fece registrare due touchdown su corsa nella vittoria casalinga. Sette giorni dopo contro i Giants, nella gara in cui Seattle stabilì il primato di franchigia per yard corse (350), Lynch superò quota 8.000 yard in carriera, correndo un massimo stagionale di 140 yard e un nuovo record personale di quattro touchdown nella vittoria 38-17. Per questa prestazione fu premiato per la seconda volta in carriera come running back della settimana.
Il 27 novembre, nella gara del Giorno del Ringraziamento, i Seahawks interruppero una striscia di cinque sconfitte consecutive in casa dei 49ers, ottenendo la prima vittoria esterna sui rivali di division dal 2010, con Lynch che corse 104 yard su 20 tentativi. Dieci giorni dopo, nella vittoria esterna sugli Eagles primi nella propria division, segnò il suo quarto TD su ricezione stagionale e con 84 yard corse superò le mille yard per la quarta stagione consecutiva, la sesta complessiva. Nel quindicesimo turno, Seattle eliminò i 49ers dalla contesa per i playoff, con Lynch che corse 91 yard e per il quarto anno consecutivo arrivò in doppia cifra con i touchdown su corsa.
Nel penultimo turno della stagione i Seahawks affrontarono i Cardinals allo University of Phoenix Stadium con in palio il titolo di division. Lynch perse tutto il primo quarto per un problema di stomaco ma una volta entrato contribuì alla vittoria per 35-6 correndo 113 yard e 2 touchdown. Di questi, uno fu su una spettacolare corsa da 79 yard (la più lunga della carriera) in cui superò diversi placcaggi avversari in maniera simile a quello segnato contro i Saints nei playoff del 2010. Per la seconda volta in stagione fu premiato come running back della settimana. Nell'ultima partita, Seattle batté in casa i Rams assicurandosi per il secondo anno consecutivo la vittoria del titolo di division e il vantaggio del fattore campo per tutti i playoff della NFC, in una gara in cui guadagnò cento yard complessive e segnò un touchdown su corsa Lynch chiuse la stagione guidando la lega in touchdown totali (17) e touchdown su corsa (13, assieme a DeMarco Murray), classificandosi al quarto posto con 1.306 yard corse, venendo convocato per il quinto Pro Bowl in carriera e inserito nel Second-team All-Pro. Fu inoltre posizionato al nono posto nella NFL Top 100.
Dopo una vittoria contro i Panthers nel divisional round, Lynch con un record di franchigia nei playoff di 157 yard corse e un touchdown, aiutando i Seahawks a ribaltare uno svantaggio di 19-7 a tre minuti dal termine nella finale della NFC contro i Packers, andando a vincere ai supplementari e qualificandosi per il secondo Super Bowl consecutivo, perso poi contro i New England Patriots, gara in cui segnò un touchdown.

#### Stagione 2015
Dopo avere considerato l'ipotesi del ritiro, il 6 marzo 2015 fu annunciato il rinnovo di Lynch coi Seahawks fino al 2017, assicurandogli altri 24 milioni di dollari e portando il suo contratto a 31 milioni complessivi. Nelle prime gare della stagione faticò per un problema al ginocchio che lo costrinse a saltare le sfide del quarto e quinto turno. Tornò in campo nella settimana 6 contro i Panthers, contro cui segnò il primo touchdown stagionale. Quattro giorni dopo, in casa dei 49ers, superò per la prima volta le cento yard corse in stagione (122) e segnò il suo cinquantesimo touchdown su corsa con la maglia dei Seahawks, il massimo per qualsiasi giocatore della lega in quel periodo di tempo. Nel turno successivo, vinto in casa dei Cowboys, con 71 yard corse superò quota 9.000 in carriera. Dopo avere saltato la partita della settimana 11 per infortunio, fu annunciato che il giocatore si sarebbe sottoposto a un intervento chirurgico a un'ernia, rimanendo fuori dai campi di gioco per tutto il resto della stagione regolare. Fece ritorno nel secondo turno di playoff correndo solamente 20 yard su sei tentativi nella sconfitta contro i Panthers.
Il 7 febbraio 2016, Lynch annunciò il proprio ritiro dal football professionistico.

### Oakland Raiders

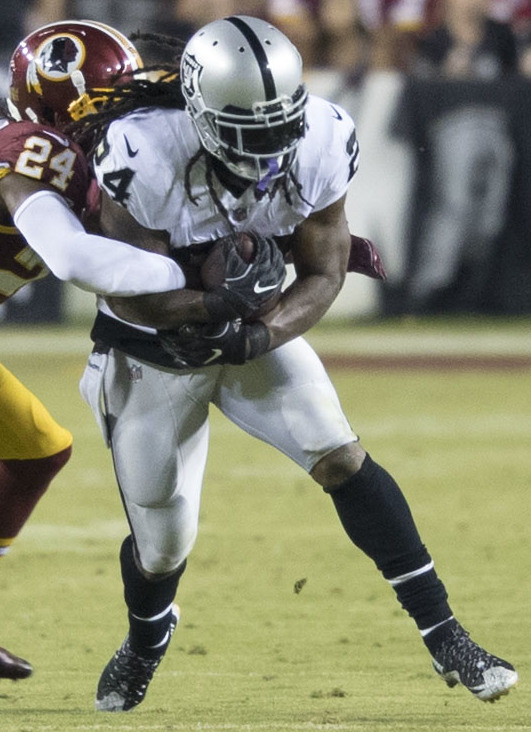
Lynch contro i Redskins il 24 settembre 2017

Dopo una stagione fuori dai campi di gioco, Lynch manifestò il desiderio di potere indossare la maglia della squadra della sua città natale, Oakland. I diritti sul giocatore erano ancora però in mano ai Seahawks e, dopo qualche settimana di speculazione, anche grazie ai buoni rapporti tra le dirigenze delle due società, il 26 aprile 2017 queste si accordarono per la sua cessione grazie allo scambio di alcune scelte degli ultimi giri del Draft 2018. Lo stesso giorno, Lynch firmò un contratto biennale da 9 milioni di dollari, con un valore massimo di 16,5 milioni compresi i bonus e gli incentivi. Il suo ritorno in campo lo fece partendo come titolare nella prima gara della stagione contro i Tennessee Titans in cui guidò Oakland con 76 yard corse su 18 tentativi. Il primo touchdown lo segnò la settimana successiva contro i Jets.
Nella gara del giovedì notte contro i Kansas City Chiefs, Lynch fu espulso nel secondo quarto per condotta antisportiva per un contatto con un arbitro, venendo in seguito squalificato per una partita. Tornato in campo nella settimana 9, segnò per la prima volta 2 touchdown con la maglia dei Raiders nella vittoria sui Miami Dolphins. Nel tredicesimo turno segnò l'80º touchdown su corsa in carriera con una corsa da 51 yard, la sua più lunga dal 2014, in una gara conclusa con 101 yard corse. Con altre 101 yard corse nell'ultimo turno Lynch superò le 10.000 yard corse in carriera. La sua prima stagione in California si chiuse con 891 yard corse e 7 touchdown giocando 15 partite, tutte come titolare, mentre Oakland non riuscì a qualificarsi per i playoff con un record di 6-10.
Nel 2018, col nuovo allenatore Jon Gruden, Lynch partì come titolare in tutte le prime sei gare, correndo 376 yard e segnando 3 touchdown prima di essere inserito in lista infortunati il 22 ottobre per un infortunio all'inguine. Il 24 aprile 2019 annunciò di nuovo il ritiro.

### Ritorno a Seattle
Il 24 dicembre 2019, dopo gli infortuni dei running back Chris Carson e Rashaad Penny, Lynch firmò per fare ritorno alla sua ex squadra. Scese così in campo nell'ultimo turno contro i 49ers correndo 34 yard e segnando un touchdown. Andò a segno anche nel primo turno di playoff nella vittoria in casa dei Philadelphia Eagles. Nel divisional round andò a segno due volte giungendo a quota 12 TD su corsa nei playoff, il quarto risultato di tutti i tempi alla pari di John Riggins e Terrell Davis. I Seahawks furono sconfitti dai Packers per 28-23.

## Palmarès

### Franchigia
- Super Bowl : 1

Seattle Seahawks: Super Bowl XLVIII
- National Football Conference Championship: 2

Seattle Seahawks: 2013, 2014

### Individuale
- Convocazioni al Pro Bowl: 5

2008, 2011, 2012, 2013, 2014
- First-team All-Pro: 1

2012
- Second-team All-Pro: 1

2014
- Running back della settimana: 3

14ª del 2011, 10ª e 16ª del 2014
- Leader della NFL in touchdown su corsa: 2

2013, 2014
- PFWA All-Rookie Team - 2007
- Club delle 10.000 yard corse in carriera
- Formazione ideale della NFL degli anni 2010
- 50 migliori giocatori del 50º anniversario dei Seahawks

## Statistiche
Stagione regolare
| Anno                                 | Squadra  | Gare | Gare | Corse | Corse  | Corse | Corse | Corse | Ricezioni | Ricezioni | Ricezioni | Ricezioni | Ricezioni | Fumble | Fumble |
| Anno                                 | Squadra  | P    | PT   | Ten   | Yard   | Media | Max   | TD    | Ric       | Yard      | Media     | Max       | TD        | Fum    | Persi  |
| ------------------------------------ | -------- | ---- | ---- | ----- | ------ | ----- | ----- | ----- | --------- | --------- | --------- | --------- | --------- | ------ | ------ |
| 2007                                 | BUF      | 13   | 13   | 280   | 1.115  | 4.0   | 56T   | 7     | 18        | 184       | 10,2      | 30        | 0         | 2      | 1      |
| 2008                                 | BUF      | 15   | 15   | 250   | 1.036  | 4.1   | 50    | 8     | 47        | 300       | 6,4       | 42        | 1         | 2      | 1      |
| 2009                                 | BUF      | 13   | 6    | 120   | 450    | 3.8   | 47    | 2     | 28        | 179       | 6,4       | 35        | 0         | 3      | 1      |
| 2010                                 | BUF      | 4    | 3    | 37    | 164    | 4.4   | 17    | 0     | 1         | 7         | 7,0       | 7         | 0         | 1      | 1      |
| 2010                                 | SEA      | 12   | 11   | 165   | 573    | 3.5   | 39    | 6     | 21        | 138       | 6,6       | 22        | 0         | 3      | 3      |
| 2011                                 | SEA      | 15   | 15   | 285   | 1.204  | 4.2   | 47    | 12    | 28        | 212       | 7,6       | 26        | 1         | 3      | 2      |
| 2012                                 | SEA      | 16   | 15   | 315   | 1.590  | 5.0   | 77T   | 11    | 23        | 196       | 8,5       | 27        | 1         | 5      | 2      |
| 2013                                 | SEA      | 16   | 16   | 301   | 1.257  | 4.2   | 43    | 12†   | 36        | 316       | 8,8       | 55        | 2         | 4      | 1      |
| 2014                                 | SEA      | 16   | 14   | 280   | 1.306  | 4.7   | 79T   | 13†   | 37        | 367       | 9,9       | 39        | 4         | 3      | 2      |
| 2015                                 | SEA      | 7    | 6    | 111   | 417    | 3.8   | 24    | 3     | 13        | 80        | 6,2       | 19        | 0         | 0      | 0      |
| 2017                                 | OAK      | 15   | 15   | 207   | 891    | 4.3   | 51T   | 7     | 20        | 151       | 7,6       | 25        | 0         | 1      | 1      |
| 2018                                 | OAK      | 6    | 6    | 90    | 376    | 4.2   | 52    | 3     | 15        | 84        | 5,6       | 17        | 0         | 0      | 0      |
| 2019                                 | SEA      | 1    | 0    | 12    | 34     | 2.8   | 15    | 1     | 0         | 0         | 0         | 0         | 0         | 0      | 0      |
| Carriera                             | Carriera | 149  | 135  | 2.453 | 10.413 | 4.2   | 79T   | 85    | 287       | 2,214     | 7.7       | 55        | 9         | 27     | 15     |
| † Leader della NFL - Fonte: ESPN.com |          |      |      |       |        |       |       |       |           |           |           |           |           |        |        |

Playoff
| Anno     | Squadra  | Gare | Gare | Corse | Corse | Corse | Corse | Corse | Ricezioni | Ricezioni | Ricezioni | Ricezioni | Ricezioni | Fumble | Fumble |
| Anno     | Squadra  | P    | PT   | Ten   | Yard  | Media | Max   | TD    | Ric       | Yard      | Media     | Max       | TD        | Fum    | Persi  |
| -------- | -------- | ---- | ---- | ----- | ----- | ----- | ----- | ----- | --------- | --------- | --------- | --------- | --------- | ------ | ------ |
| 2010     | SEA      | 2    | 0    | 23    | 133   | 5,8   | 67T   | 1     | 0         | 0         | 0         | 0         | 0         | 0      | 0      |
| 2012     | SEA      | 2    | 2    | 36    | 178   | 4,9   | 27    | 2     | 4         | 46        | 11,5      | 24        | 0         | 2      | 2      |
| 2013     | SEA      | 3    | 3    | 65    | 288   | 4,4   | 40    | 4     | 1         | 3         | 3,0       | 3         | 0         | 0      | 0      |
| 2014     | SEA      | 3    | 3    | 63    | 318   | 5,0   | 25    | 2     | 5         | 63        | 12,6      | 31        | 0         | 1      | 1      |
| 2015     | SEA      | 1    | 1    | 6     | 20    | 3,3   | 9     | 0     | 2         | 15        | 7,5       | 11        | 0         | 0      | 0      |
| 2019     | SEA      | 2    | 1    | 18    | 33    | 1,8   | 5T    | 3     | 2         | 25        | 12,5      | 20        | 0         | 0      | 0      |
| Carriera | Carriera | 13   | 10   | 211   | 970   | 4,6   | 67T   | 12    | 14        | 152       | 10,9      | 31        | 0         | 3      | 3      |

## Filmografia

### Cinema
- Matt's Chance, regia di Nicholas Gyeney (2013)
- 80 voglia di Brady (80 for Brady), regia di Jonathan Judge (2023)
- Bottoms, regia di Emma Seligman (2023)
- Freaky Tales, regia di Ryan Fleck e Anna Boden (2024)
- Colpi d'amore (Love Hurts), regia di Jonathan Eusebio (2025)
- Eenie Meanie, regia di Shawn Simmons (2025)

### Televisione
- The League - serie TV, episodi 6x11 e 7x01 (2014-2015)
- Brooklyn Nine-Nine – serie TV, episodio 4x11 (2017)
- Murderville – serie TV, episodio 1x02 (2022)
- Westworld - Dove tutto è concesso (Westworld) – serie TV, episodi 3x01, 3x05 e 3x08  (2022)

## Doppiatori italiani
Nelle versioni in italiano delle opere in cui ha recitato, Marshawn Lynch è stato doppiato da:
- Antonino Saccone in Westworld - Dove tutto è concesso
- Francesco Sechi in 80 voglia di Brady
- Luca Ghignone in Bottoms
- Dodo Versino in Colpi d'amore